# Juegos Mediterráneos
Los Juegos Mediterráneos son una serie de eventos multideportivos organizados por el Comité Internacional de los Juegos Mediterráneos (en francés: Comité International des Jeux Méditerranéens), que se engloban dentro del Movimiento Olímpico, entre los llamados Juegos Regionales, celebrados por los países ribereños del mar Mediterráneo.

## Historia
Es en los Juegos Olímpicos de Londres 1948 cuando surge la idea de organizar unos juegos en los que solo participen los países ribereños bañados por el mar Mediterráneo bajo el amparo del Movimiento Olímpico (el Comité Olímpico Internacional daba su apoyo, pero por entonces no intervenía directamente en la organización). Esto se hace realidad en 1951, en Alejandría, gracias a la labor de Mohamed Taher Pacha. En 1961 pasa a estar bajo supervisión del Comité Internacional de los Juegos Mediterráneos (CIJM). 
Las 10 primeras ediciones se desarrollaron cada cuatro años, siempre el año antes de unos Juegos Olímpicos. Sin embargo, en 1991 el CIJM decidió que pasaran a disputarse el año siguiente a los Juegos Olímpicos, lo que se hizo efectivo a partir de 1993. La edición de 2017, a celebrar en Tarragona, se retrasó hasta 2018 y a partir de entonces los Juegos Mediterráneos tienen lugar en los años pares no olímpicos.
El emblema de los Juegos Mediterráneos son tres aros entrelazados, de color azul y algo difuminados en su parte inferior. Los tres aros simbolizan a los tres continentes unidos por esta competición: Asia, África y Europa; el color azul por estar bañados por el mar Mediterráneo y el hecho de estar difuminados se debe al reflejo de los aros en el agua del mar.
La bandera de los Juegos Mediterráneos es de color celeste y con los tres aros entrelazados blancos en el centro.

## Países participantes

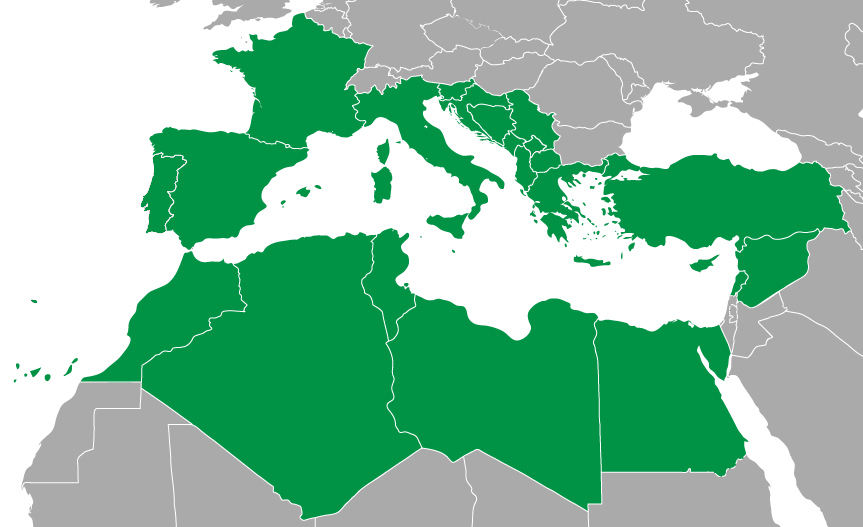
Países participantes

26 países, pertenecientes a tres continentes, participan en estos Juegos:
- África: Argelia, Egipto, Libia, Marruecos y Túnez.
- Asia: Líbano, Siria y Turquía.
- Europa: Albania, Andorra, Bosnia-Herzegovina, Chipre, Croacia, Eslovenia, España, Francia, Grecia, Italia, Kosovo, Macedonia del Norte, Malta, Mónaco, Montenegro, Portugal, San Marino y Serbia.

*Portugal, Andorra y San Marino participan aunque no son países ribereños debido a acuerdos bilaterales con la organización, que permite participar, previo acuerdo, a todos los países que solo tengan  fronteras terrestres con países ribereños. 
*Macedonia del Norte y Serbia participan por motivos históricos, ya que lo venían haciendo hasta 1992 cuando formaban parte de Yugoslavia.
*Israel no ha participado hasta el momento a pesar de estar bañado por el mar Mediterráneo.
*Los atletas de la autoproclamada República Turca del Norte de Chipre participan bajo la bandera de Turquía, y no bajo la bandera de Chipre. Los atletas de la autoproclamada República de Kosovo, en cambio, participan bajo su autoproclamada bandera autorizados por el Comité Internacional de los Juegos Mediterráneos, y no bajo la bandera de Serbia.

## Sedes

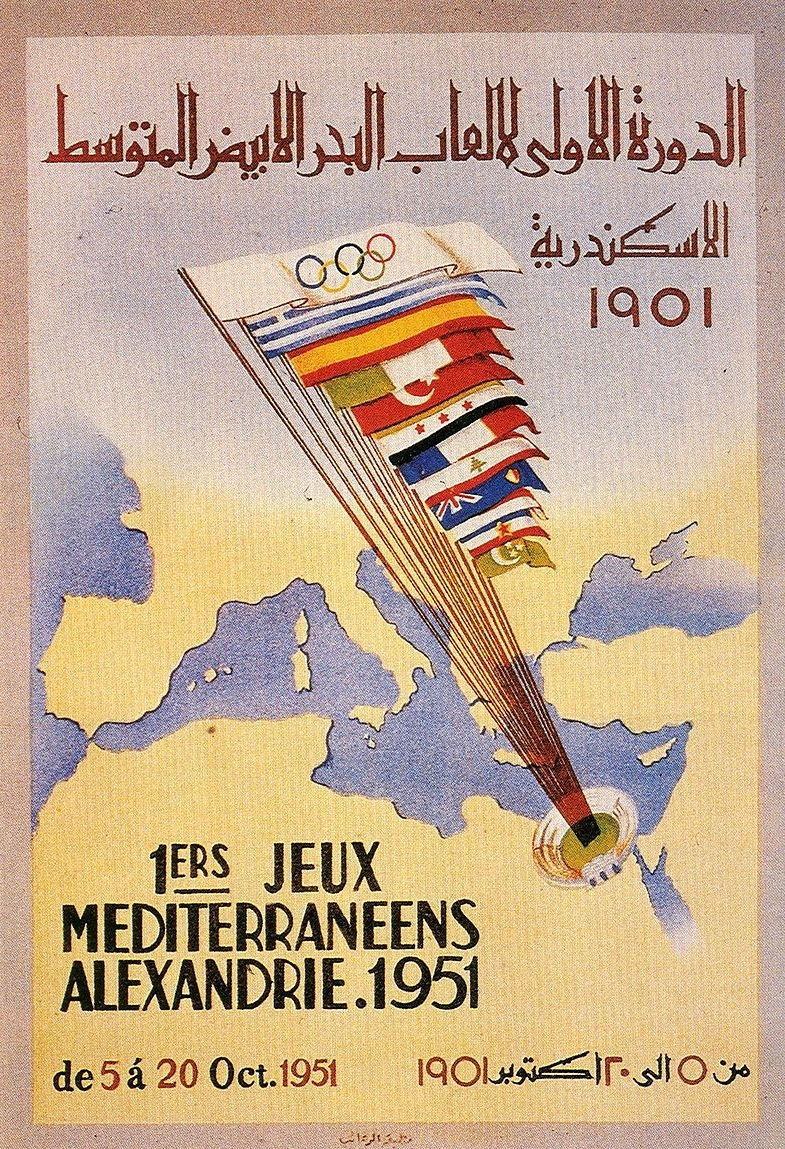
Cartel de la primera edición, Alejandría (1951)

| Año                  | Evento                     | Sede                 | Sede                 |
| Juegos Mediterráneos | Juegos Mediterráneos       | Juegos Mediterráneos | Juegos Mediterráneos |
| 1951                 | I Juegos Mediterráneos     | Alejandría           | Egipto               |
| 1955                 | II Juegos Mediterráneos    | Barcelona            | España               |
| 1959                 | III Juegos Mediterráneos   | Beirut               | Líbano               |
| 1963                 | IV Juegos Mediterráneos    | Nápoles              | Italia               |
| 1967                 | V Juegos Mediterráneos     | Túnez                | Túnez                |
| 1971                 | VI Juegos Mediterráneos    | Esmirna              | Turquía              |
| 1975                 | VII Juegos Mediterráneos   | Argel                | Argelia              |
| 1979                 | VIII Juegos Mediterráneos  | Split                | Yugoslavia           |
| 1983                 | IX Juegos Mediterráneos    | Casablanca           | Marruecos            |
| 1987                 | X Juegos Mediterráneos     | Latakia              | Siria                |
| 1991                 | XI Juegos Mediterráneos    | Atenas               | Grecia               |
| 1993                 | XII Juegos Mediterráneos   | Languedoc-Rosellón   | Francia              |
| 1997                 | XIII Juegos Mediterráneos  | Bari                 | Italia               |
| 2001                 | XIV Juegos Mediterráneos   | Túnez                | Túnez                |
| 2005                 | XV Juegos Mediterráneos    | Almería              | España               |
| 2009                 | XVI Juegos Mediterráneos   | Pescara              | Italia               |
| 2013                 | XVII Juegos Mediterráneos  | Mersin               | Turquía              |
| 2018                 | XVIII Juegos Mediterráneos | Tarragona            | España               |
| 2022                 | XIX Juegos Mediterráneos   | Orán                 | Argelia              |
| 2026                 | XX Juegos Mediterráneos    | Tarento              | Italia               |
| 2030                 | XXI Juegos Mediterráneos   | Pristina             | Kosovo               |
| -------------------- | -------------------------- | -------------------- | -------------------- |

## Medallero
| Núm.          | País                  | Oro  | Plata | Bronce | Total |
| ------------- | --------------------- | ---- | ----- | ------ | ----- |
| 1             | Italia                | 932  | 798   | 774    | 2504  |
| 2             | Francia               | 673  | 618   | 576    | 1867  |
| 3             | Turquía               | 385  | 365   | 318    | 1068  |
| 4             | España                | 353  | 481   | 575    | 1409  |
| 5             | Grecia                | 203  | 261   | 348    | 812   |
| 6             | Yugoslavia            | 202  | 184   | 183    | 569   |
| 7             | Egipto                | 155  | 210   | 255    | 620   |
| 8             | Túnez                 | 89   | 103   | 161    | 353   |
| 9             | Argelia               | 87   | 74    | 129    | 290   |
| 10            | Marruecos             | 72   | 91    | 120    | 283   |
| 11            | Croacia               | 59   | 69    | 80     | 208   |
| 12            | Eslovenia             | 55   | 64    | 98     | 217   |
| 13            | Serbia                | 54   | 51    | 59     | 164   |
| 14            | Siria                 | 32   | 42    | 76     | 150   |
| 15            | República Árabe Unida | 24   | 20    | 30     | 74    |
| 16            | Chipre                | 19   | 18    | 21     | 58    |
| 17            | Albania               | 11   | 18    | 18     | 47    |
| 18            | Líbano                | 10   | 24    | 44     | 78    |
| 19            | Portugal              | 10   | 18    | 21     | 49    |
| 20            | Kosovo                | 6    | 1     | 3      | 10    |
| 21            | Bosnia y Herzegovina  | 5    | 6     | 21     | 32    |
| 22            | Montenegro            | 4    | 8     | 10     | 22    |
| 23            | San Marino            | 3    | 10    | 8      | 21    |
| 24            | Macedonia del Norte   | 3    | 2     | 9      | 14    |
| 25            | Libia                 | 2    | 1     | 13     | 16    |
| 26            | Malta                 | 1    | 4     | 4      | 9     |
| 27            | Mónaco                | 1    | 3     | 1      | 5     |
| 28            | Andorra               | 0    | 0     | 0      | 0     |
| Total         | Total                 | 3450 | 3544  | 3955   | 10949 |
| Unión Europea | Unión Europea         | 1960 | 1946  | 2045   | 5951  |

- Actualizada hasta los Juegos de 2022.

## Deportes
| - Atletismo - Baloncesto - Balonmano - Boxeo - Ciclismo - Esgrima - Fútbol - Gimnasia artística - Gimnasia rítmica - Golf | - Halterofilia - Hípica - Judo - Karate - Lucha - Natación - Petanca - Piragüismo - Remo - Rugby | - Tenis - Tenis de mesa - Tiro - Tiro con arco - Vela - Voleibol - Vóley Playa - Waterpolo |